# Anethole trithione
Anethole trithione, anetholtrithione hoặc anetholtrithion (JAN) là một loại thuốc được sử dụng trong điều trị khô miệng. Nó được liệt kê trong Từ điển thuật ngữ ung thư của Viện Ung thư Quốc gia Hoa Kỳ khi được nghiên cứu trong điều trị ung thư. ANETHOL trithione là một hợp chất organosulfur, cụ thể, một dẫn xuất dithiole -thione.

## Tên thương hiệu
- Felviten
- Halpen
- Hepasulfol - Dược phẩm Pháp-Ấn Độ
- Heporal
- Mucinol - Sanofi-Aventis
- Sialor - Phòng thí nghiệm Paladin; Pharmascience; Solvay; Zuoz Pharma
- Sonicur - Solvay
- Sulfarlem - Solvay; Aguettant; Edward Keller; Sanofi-Aventis
- Sulfarlem S - EG Labo
- Tiopropen
- Tiotrifar